# The Orange County Classic 2022
Das Track Meet 2022 war eine Leichtathletik-Veranstaltung, die am 7. Mai 2022 im Stadion der JSerra Catholic HS im kalifornischen San Juan Capistrano stattfand. Die Veranstaltung war Teil der World Athletics Continental Tour und zählte zu den Bronze-Meetings.

## Resultate

### Männer

#### 100 m
| Platz | Athlet             | Land | Zeit (s) |
| ----- | ------------------ | ---- | -------- |
| 1     | Cravont Charleston | USA  | 10,02    |
| 2     | Ilias Garcia       | USA  | 10,07    |
| 3     | Andrew Hudson      | USA  | 10,20    |
| 4     | Deondre Spruill    | USA  | 10,34    |
| 5     | Ameer Webb         | USA  | 10,51    |
|       | Tristan James      | DMA  | DNS      |

Wind: +3,3 m/s

#### 400 m
| Platz | Athlet         | Land | Zeit (s) |
| ----- | -------------- | ---- | -------- |
| 1     | Tyler Terry    | USA  | 45,51    |
| 2     | Paul Dedewo    | USA  | 45,72    |
| 3     | Javon Francis  | JAM  | 46,09    |
| 4     | Daveon Collins | USA  | 46,39    |
| 5     | Rashard Clark  | USA  | 46,51    |

#### 800 m
| Platz          | Athlet             | Land | Zeit (min) |
| -------------- | ------------------ | ---- | ---------- |
| 1              | Jake Wightman      | GBR  | 1:46,44    |
| 2              | Jaxson Hoey        | USA  | 1:47,94    |
| 3              | Kyle Langford      | GBR  | 1:49,16    |
| 4              | Christian Harrison | USA  | 1:50,26    |
| 5              | Daniel Nixon       | USA  | 1:52,48    |
| 6              | Josh Hoey          | USA  | 1:53,51    |
|                | Drew Windle        | USA  | DNF        |
| Waleed Suliman | USA                | DNF  |            |

#### 110 m Hürden
| Platz | Athlet              | Land | Zeit (s) |
| ----- | ------------------- | ---- | -------- |
| 1     | David King          | GBR  | 13,52    |
| 2     | Maximilian Hairston | USA  | 13,82    |

Wind: +2,5 m/s

#### Weitsprung
| Platz | Athlet               | Land | Weite (m) |
| ----- | -------------------- | ---- | --------- |
| 1     | Tristan James        | DMA  | 7,86      |
| 2     | Kemonie Briggs       | USA  | 7,81      |
| 3     | Dhanushka Sandaruwan | LKA  | 7,76      |
| 4     | Nicolás Arriola      | GUA  | 7,55      |
| 5     | Abraham Seaneke      | GHA  | 7,53      |
| 6     | Adrian King          | USA  | 7,51      |

### Frauen

#### 100 m
| Platz | Athletin                   | Land | Zeit (s) |
| ----- | -------------------------- | ---- | -------- |
| 1     | Michelle-Lee Ahye          | TTO  | 10,94 SB |
| 2     | Morolake Akinosun          | USA  | 10,98    |
| 3     | Twanisha Terry             | USA  | 11,01    |
| 4     | Destiny Smith-Barnett      | USA  | 11,06    |
| 5     | English Gardner            | USA  | 11,23    |
| 6     | Lauren Rain Williams-James | USA  | 11,39    |
| 7     | Ky Westbrook               | USA  | DNS      |

Wind: +2,0 m/s

#### 200 m
| Platz | Athletin                   | Land | Zeit (s) |
| ----- | -------------------------- | ---- | -------- |
| 1     | Morolake Akinosun          | USA  | 22,67    |
| 2     | Lauren Rain Williams-James | USA  | 22,83    |
| 3     | Roneisha McGregor          | JAM  | 23,18    |

Wind: +3,2 m/s

#### 400 m
| Platz | Athletin           | Land | Zeit (s) |
| ----- | ------------------ | ---- | -------- |
| 1     | Kendall Ellis      | USA  | 51,15    |
| 2     | Jaide Stepter      | USA  | 51,24    |
| 3     | Kyra Jefferson     | USA  | 51,55    |
| 4     | Allyson Felix      | USA  | 52,23    |
| 5     | Roneisha McGregor  | JAM  | 52,24    |
| 6     | Kendall Baisden    | USA  | 52,31    |
| 7     | Giancarla Trevisan | ITA  | 54,14    |
| 8     | Chloe Abbott       | USA  | 56,48    |

#### 800 m
| Platz                 | Athletin         | Land | Zeit (min) |
| --------------------- | ---------------- | ---- | ---------- |
| 1                     | Sadi Henderson   | USA  | 2:02,05    |
| 2                     | Ellie Baker      | GBR  | 2:02,30    |
| 3                     | Brenna Detra     | USA  | 2:02,75    |
| 4                     | Gabija Galvydytė | LTU  | 2:03,33    |
| 5                     | Samantha Watson  | USA  | 2:03,43    |
| 6                     | Susan Aneno      | UGA  | 2:03,55    |
|                       | Laurie Barton    | USA  | DNF        |
| Bérénice Cleyet-Merle | FRA              | DNF  |            |

#### 400 m Hürden
| Platz | Athletin       | Land | Zeit (s) |
| ----- | -------------- | ---- | -------- |
| 1     | Kaitlin Walker | USA  | 57,58    |
| 2     | Robyn Brown    | PHI  | 58,01    |
|       | Jordan Mullins | USA  | DNF      |

#### Hochsprung
| Platz | Athletin          | Land | Höhe (m) |
| ----- | ----------------- | ---- | -------- |
| 1     | Vashti Cunningham | USA  | 1,96     |
| 2     | Morgan Lake       | GBR  | 1,85     |
| 3     | Zarriea Willis    | USA  | 1,80     |